# E232
För andra betydelser, se E232 (olika betydelser).
E232 eller Europaväg 232 är en 165 km lång europaväg i Nederländerna:
Amersfoort - Zwolle - Hoogeveen - Assen - Groningen
Den ansluter till:
- E30 och E231 vid Amersfoort.
- E233 vid Hoogeven.
- E22 vid Groningen.

Den följer den nederländska motorvägen A28.